# Tomasz Dominikowski
Tomasz Janusz Dominikowski (ur. 26 marca 1970 w Sztumie) – generał dywizji Wojska Polskiego, dowódca Batalionu Reprezentacyjnego Wojska Polskiego (2006–2010), Komendant Wojskowego Ośrodka Szkoleniowo-Kondycyjnego w Mrągowie (2010–2012), dowódca 10 pułku samochodowego (2012–2016), szef Wojewódzkiego Sztabu Wojskowego w Bydgoszczy (2018–2020), dowódca Garnizonu Warszawa od 2021 roku.

## Życiorys

### Wykształcenie
Tomasz Dominikowski ukończył Liceum Ogólnokształcące im. Brygady Grunwald w Sztumie (1989) i Wyższą Szkołę Oficerską Wojsk Zmechanizowanych (1993), zaoczne uzupełniające studia magisterskie Akademii Obrony Narodowej, uzyskał stopień magistra ekonomii (1995–1997), studia stacjonarne Akademii Obrony Narodowej uzyskując tytuł oficera dyplomowanego (2000–2002) oraz studia w Akademii Sztuki Wojennej.

### Służba wojskowa
Służbę zawodową rozpoczął w 1993 na stanowisku zastępcy dowódcy, a następnie dowódcy 2 kompanii reprezentacyjnej WP. W latach 1995–1997 pełnił funkcję zastępcy dowódcy 1 kompanii reprezentacyjnej WP. W latach 1997–1999 był dowódcą 2 kompanii reprezentacyjnej WP. W 1999 witał i żegnał papieża Jana Pawła II w czasie jego siódmej pielgrzymki do Polski. W 2002 został szefem wydziału służb garnizonowych w Komendzie Garnizonu Warszawa. W latach 2004–2006 dowodził batalionem zabezpieczenia w pułku ochrony. W latach 2006–2010 dowodził Batalionem Reprezentacyjnym Wojska Polskiego. W 2010 w stopniu podpułkownika został skierowany do Mrągowa, gdzie na podstawie Decyzji nr 40 Ministra Obrony Narodowej z dnia 14.01.2010 objął stanowisko Komendanta Wojskowego Ośrodka Szkoleniowo-Kondycyjnego. Od 2012 do roku 2016 sprawował funkcję dowódcy 10 pułku samochodowego w Warszawie. W latach 2016–2018 był na stanowisku szefa pionu szkolenia w Dowództwie Garnizonu Warszawa. W 2018 skierowany został do Bydgoszczy, gdzie objął funkcję szefa Wojewódzkiego Sztabu Wojskowego i był nim do marca 2020. Zgodnie z decyzją Ministra Obrony Narodowej, powrócił do stolicy by zostać zastępcą dowódcy Garnizonu Warszawa.
Od 1 lipca 2021 pełnił czasowo obowiązki dowódcy Garnizonu Warszawa. Szef MON Mariusz Błaszczak wyznaczył go w dniu 29 września 2021 na dowódcę Garnizonu Warszawa. 1 października 2021 przejął obowiązki dowódcy stołecznego garnizonu. W dniu 11 listopada 2021 awansowany do stopnia generała brygady, w dniu 10 listopada 2024 - do stopnia generała dywizji.

## Awanse
- podporucznik – 1993[6]

(...)
- generał brygady – 11 listopada 2021[21]
- generał dywizji – 10 listopada 2024[22]

## Ordery, odznaczenia i wyróżnienia
- Złoty Krzyż Zasługi – 2025[23]
- Brązowy Krzyż Zasługi – 2009[24][25]
- Medal „Pro Patria” – 2020[26]
- Medal 100-lecia ustanowienia Sztabu Generalnego Wojska Polskiego[27]
- Medal 30-lecia Dowództwa Garnizonu Warszawa – 2025 (ex officio)[28]
- Medal „W służbie Bogu i Ojczyźnie”[27]
- Medal Wojewody Kujawsko-Pomorskiego „Unitas Durat Palatinatus Cuiaviano-Pomeraniensis” – 2019[29][30]
- Buzdygan Honorowy – 11 listopada 2021[31]
- Odznaka Skoczka Spadochronowego Wojsk Powietrznodesantowych – 1993
- Odznaka pamiątkowa Batalionu Reprezentacyjnego Wojska Polskiego – 2006 (ex officio)
- Odznaka pamiątkowa Wojskowego Ośrodka Szkoleniowo – Kondycyjnego – 2006 (ex officio)
- Odznaka pamiątkowa 10 pułku samochodowego – 2012 (ex officio)
- Odznaka pamiątkowa Wojewódzkiego Sztabu Wojskowego w Bydgoszczy – 2018 (ex officio)
- Odznaka pamiątkowa Dowództwa Garnizonu Warszawa – 2021 (ex officio)

i inne